# Supercopa Italiana de Voleibol Masculino de 2010
A Supercopa Italiana de Voleibol Masculino de 2010 foi a 15ª edição desta competição organizada pela Lega Pallavolo Serie A, consórcio de clubes filiado à Federação Italiana de Voleibol (FIPAV) que ocorreu em 29 de dezembro.
O Piemonte Volley conquistou seu quarto título desta competição ao derrotar o Trentino Volley por 3 sets a 0. O central russo Aleksandr Volkov foi eleito o melhor jogador da partida.

## Regulamento
O torneio foi disputado em partida única.

## Equipes participantes
| Equipe          | Qualificação                              |
| --------------- | ----------------------------------------- |
| Trentino Volley | Campeão da Copa Itália de 2009–10         |
| Piemonte Volley | Campeão do Campeonato Italiano de 2009–10 |

## Resultado
| Data   | Hora  |                 | Placar |                 | Set 1 | Set 2 | Set 3 | Set 4 | Set 5 | Total | Relatório |
| ------ | ----- | --------------- | ------ | --------------- | ----- | ----- | ----- | ----- | ----- | ----- | --------- |
| 29 dez | 20:30 | Trentino Volley | 0–3    | Piemonte Volley | 20–25 | 23–25 | 22–25 |       |       | 65–75 | Relatório |

## Premiação
| Supercopa Italiana de 2010           |
| Piemonte                             |
| ------------------------------------ |
| Piemonte Volley Campeão (4.º título) |